# Brđani Šamarički
Brđani Šamarički is een plaats in de gemeente Dvor in de Kroatische provincie Sisak-Moslavina. De plaats telt 66 inwoners (2001).